# 联合国大会146(II)号决议
聯合國大會第一四六(二)號決議（United Nations General Assembly Resolution 146 (II)）是联合国大会于1947年12月14日依据依据宪章第七十三条（辰）款项递送情报的补充文件。

## 外部連結
- 联合国大会146(II)号决议